# Helcmanovce
Helcmanovce (Hongaars:Nagykuncfalva) is een Slowaakse gemeente in de regio Košice, en maakt deel uit van het district Gelnica.
Helcmanovce telt 1558 inwoners.

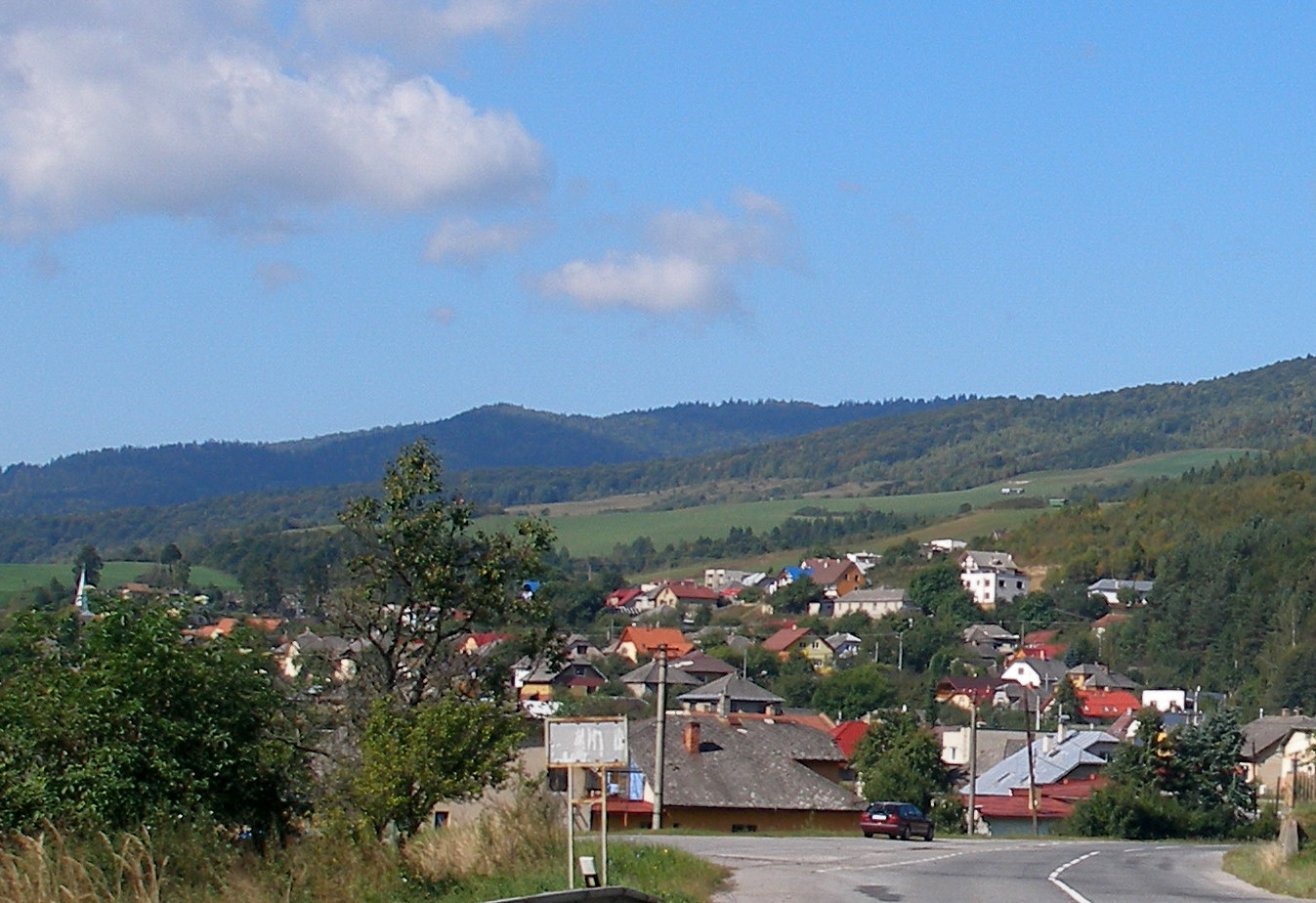
Helcmanovce
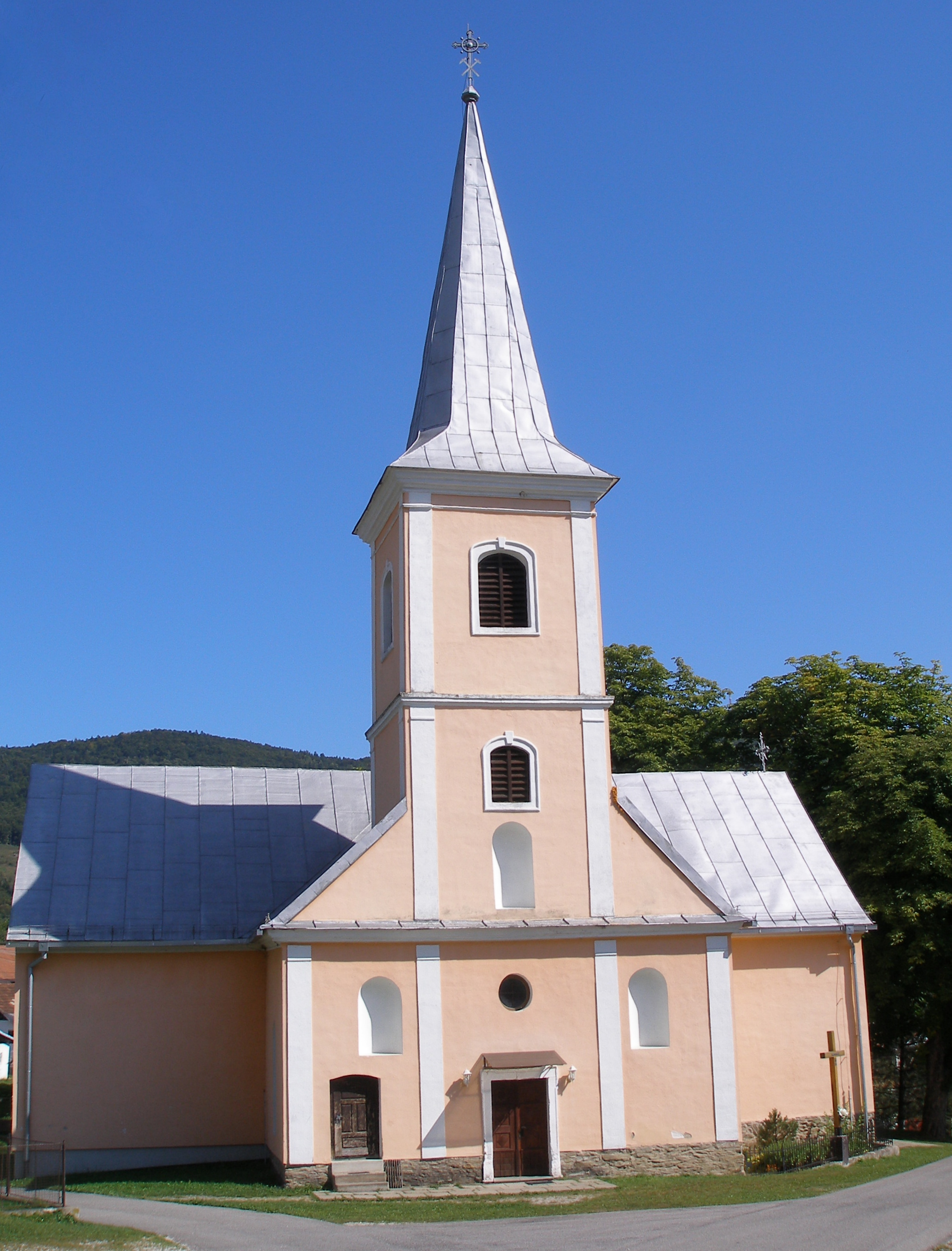
Kerk in Helcmanovce
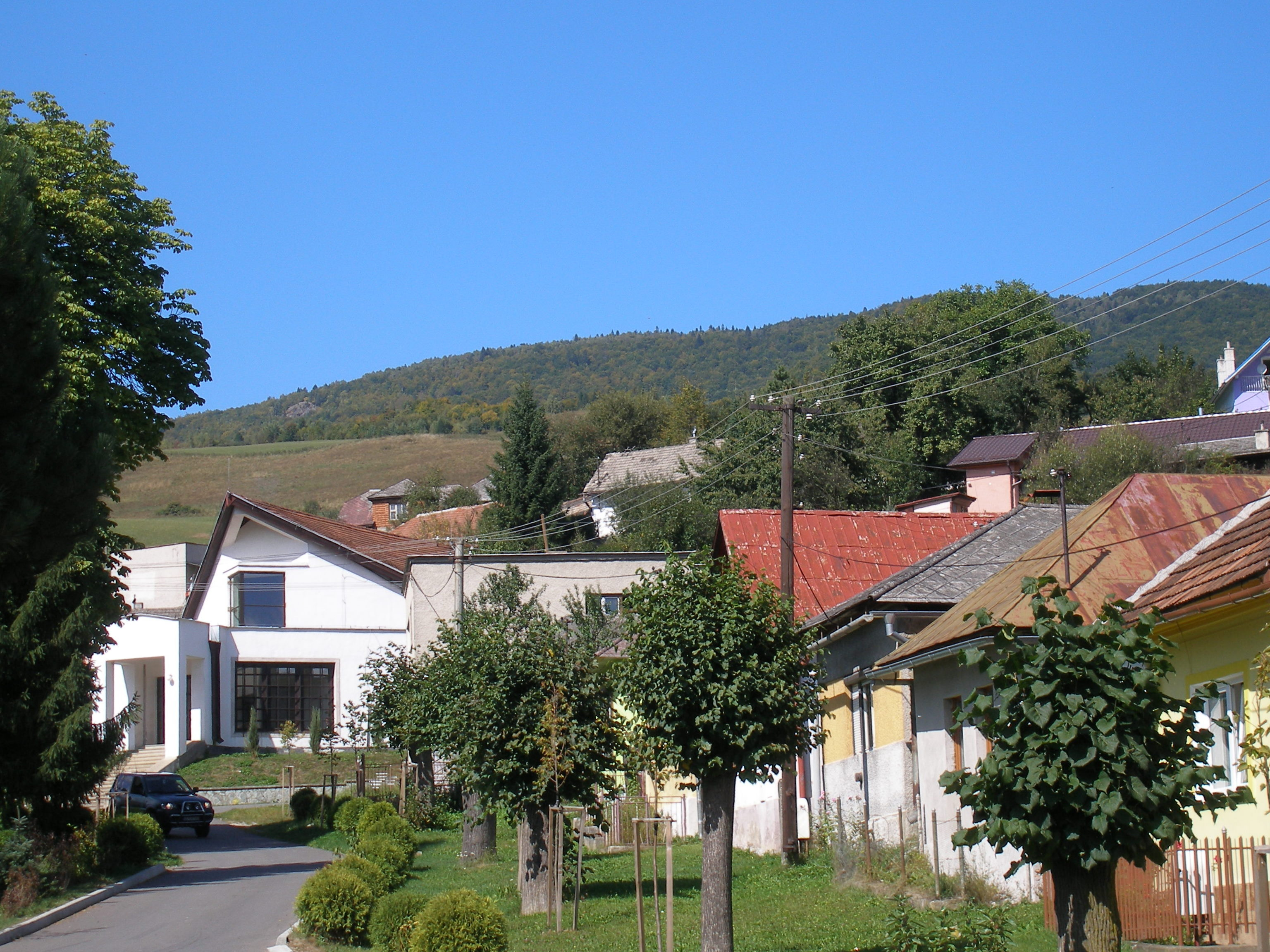
Centrum
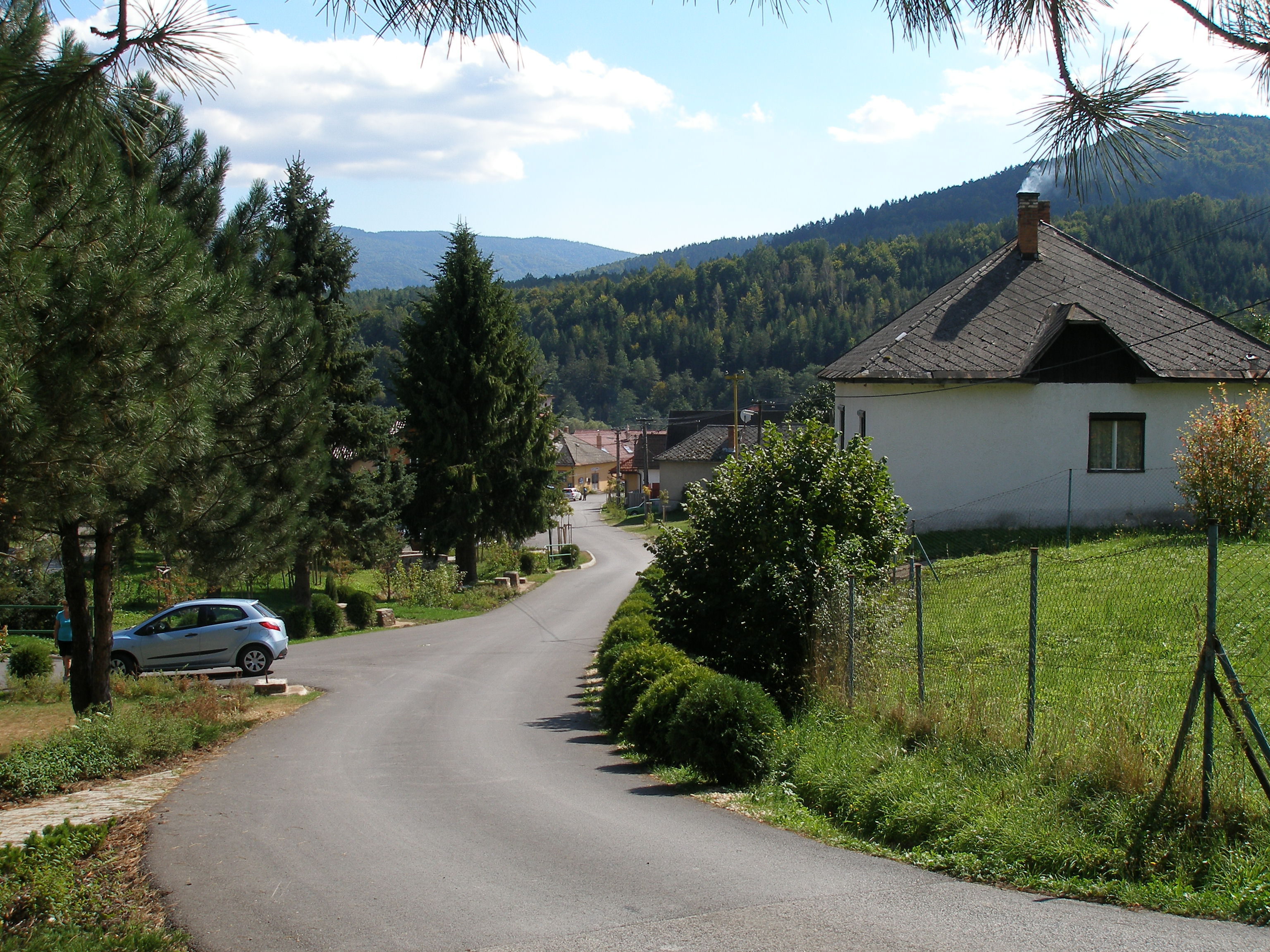
Straat in Helcmanovce

Gelnica · Helcmanovce · Henclová · Hrišovce · Jaklovce · Kluknava · Kojšov · Margecany · Mníšek nad Hnilcom · Nálepkovo · Prakovce · Richnava · Smolnícka Huta · Smolník · Stará Voda · Švedlár · Úhorná · Veľký Folkmar · Závadka · Žakarovce